# Kočubeevskij rajon
Il Kočubeevskij rajon, in russo Кочубеевский район?, è un rajon del Kraj di Stavropol', nel Caucaso.